# Lamingtons

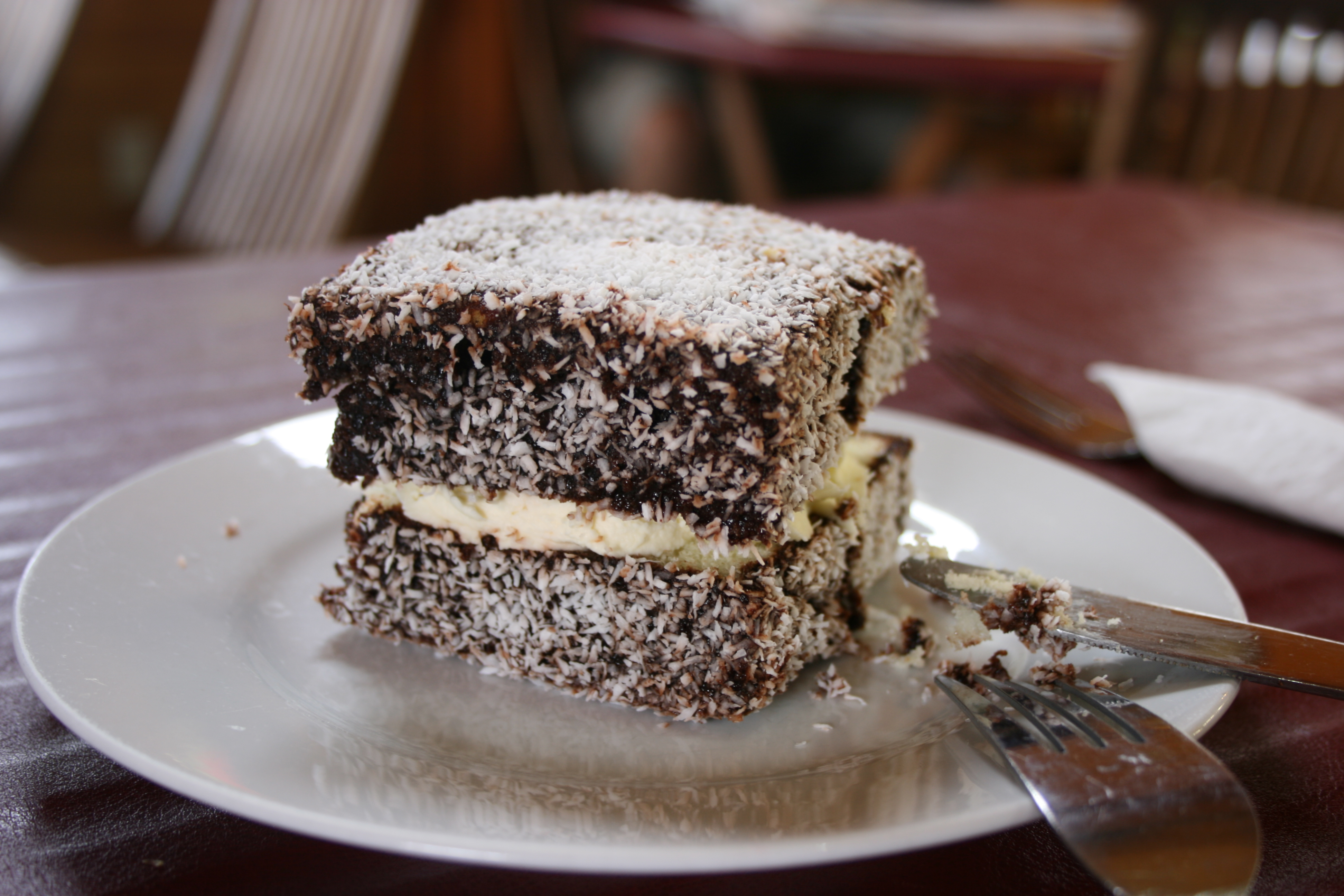
Lamingtony

Lamingtons (lamingtony) – tradycyjny australijski deser w postaci biszkoptów w kształcie prostopadłościanów, polanych czekoladowym lukrem i posypanych wiórkami kokosowymi.